# Henning Dahl Mikkelsen
Henning Dahl Mikkelsen, dit Mik (né le 9 janvier 1915 à Skive au Danemark, et décédé le 4 juin 1982 à San Jacinto) est auteur de bande dessinée danois naturalisé américain en 1954.
Il est surtout connu pour avoir créé le comic strip humoristique muet Ferdinand, publié au Danemark à partir de 1937 et rapidement diffusé dans de nombreux pays occidentaux.

## Biographie
Destiné à être peintre en bâtiment, Hanning Dahl Mikkelsen s'oriente rapidement vers le dessin. En 1935, il s'installe à Londres, et deux ans plus tard crée à la demande de l'agence P.I.B. (Presse-Illustrations-Bureau) de Copenhague la bande dessinée muette Ferd'nand, qui s'impose rapidement dans le monde entier.
Mik s'établit en Californie après la guerre ; à partir de 1947, Ferdinand est distribué par United Feature Syndicate. Alors qu'il signe le strip jusqu'à sa mort, celui-ci est confié à des nègres dès les années 1950 : d'abord Frank Thomas, puis de 1968 à 1989 Al Plastino, qui doit attendre le décès de Mik en 1982 pour pouvoir signer « Al + Mik ».
Mik meurt d'une attaque cardiaque à 67 ans. Il est enterré à San Jacinto en Californie.